# Neoseiulus lecki
Neoseiulus lecki är en spindeldjursart som beskrevs av John Stanley Beard 200. Neoseiulus lecki ingår i släktet Neoseiulus och familjen Phytoseiidae. Inga underarter finns listade i Catalogue of Life.